# Gazeta das Damas
A Gazeta das Damas foi um periódico criado a 29 de novembro de 1822, por Caetano António de Lemos. Era publicado semanalmente, às terças e às sextas-feiras, e era redigido principalmente por três colaboradoras anónimas, que assinavam com os pseudónimos Uma Senhora Portuguesa, Semiramis e Uma Outra Anónima, entre outros nomes. Ao contrário de outras publicações da época, onde os temas voltados para o público feminino eram essencialmente sobre as lides domésticas, moda, histórias românticas, casamentos, bailes ou outros eventos sociais, para além destes temas, a revista lisboeta também publicou artigos com a "intenção formativa, edificante e interventiva" de educar as mulheres portuguesas sobre a política, os negócios e a importância da educação, tornando-se numa das primeiras em Portugal a adoptar um discurso feminista. Devido à pouca adessão do público letrado feminino e às críticas dos leitores mais conservadores, a revista cessou actividade no mesmo ano da sua criação.